# Hannelotte Reiffen
Johanna Charlotte „Hannelotte“ Reiffen (* 10. Oktober 1906 in Bonn; † 30. Mai 1985 ebenda) war eine deutsche evangelische Theologin. Sie war eine der beiden ersten Frauen, die in Deutschland ordiniert wurden.

## Leben
Reiffen studierte ab 1926 Evangelische Theologie in Marburg, Rostock und Bonn (wo sie eine Schülerin Karl Barths war) und absolvierte 1932 beim Evangelischen Konsistorium in Koblenz ihr erstes theologisches Examen. Als Vikarin schloss sie sich der Bekennenden Kirche an und legte im Frühjahr 1935 ihr zweites theologisches Examen vor dem Bruderrat der rheinischen BK ab. Anschließend übernahm sie in Worbis und einzelnen Gemeinden der Provinz Brandenburg Aushilfsdienste. Ab Ende 1940 konnte sie in Illmersdorf/Mark einen Gemeindepfarrer vertreten und arbeitete im brandenburgischen Bruderrat mit. Aus Protest gegen einen Beschluss der Synode der Bekennenden Kirche in Hamburg von 1942, die uneingeschränkte Ordination Männern vorzubehalten, ordinierte der Präses und spätere Bischof  Kurt Scharf sie am 12. Januar gemeinsam mit Ilse Härter zum Dienst an Wort und Sakrament. Reiffen blieb bis 1947 in Illmersdorf und übernahm anschließend eine Pfarrstelle in Groß Neuendorf im Oderbruch. Hier geriet sie immer wieder in Konflikte mit den Behörden der DDR. Nach ihrer Pensionierung 1967 zog sie wieder nach Bonn und engagierte sich in der Friedensbewegung sowie im Kreis um Walter Kreck. Sie arbeitete auch an der Edition der Werke ihres Lehrers Barth mit.

## Veröffentlichungen (als Herausgeberin)
- mit Hans-Georg Geyer und Bertold Klappert: Freispruch und Freiheit. Theologische Aufsätze für Walter Kreck zum 65. Geburtstag. Kaiser, München 1973, ISBN 3-459-00860-1.
- Christen und Marxisten in unserer Gesellschaft heute. Walter Kreck zum 75. Geburtstag. Festschrift. Pahl-Rugenstein, Köln 1983, ISBN 3-7609-0768-7.
- Karl Barth: Unterricht in der christlichen Religion. Band 1: Prolegomena 1924 (= Karl Barth: Gesamtausgabe. 2: Akademische Werke. Unterricht in der christlichen Religion. Bd. 1). Theologischer Verlag, Zürich 1985, ISBN 3-290-16209-5.